# Effet de simple exposition
L’effet de simple exposition est un biais cognitif qui se caractérise par une augmentation de la probabilité d'avoir un sentiment positif envers quelqu'un ou quelque chose par la simple exposition répétée à cette personne ou cet objet. En d'autres termes, plus on est exposé à un stimulus (personne, produit de consommation, lieu, discours, etc.), plus il est probable qu'on l'aime. Cet effet a été décrit par Robert Zajonc en1968.
L'application la plus fréquente de cet effet cognitif est la publicité qui procède à la répétition du même message ou à la diffusion des mêmes marques de la manière la plus intensive possible, ou le domaine politique dans lequel cet effet permet de déplacer la fenêtre d'Overton. En France notamment, on a aussi évoqué le rôle des médias dans la popularisation des idées du Front national comme relevant d'un effet de simple exposition. Mais il en est ainsi de toutes les idées de tous les partis politiques véhiculées par leurs partisans et, plus généralement, de tous les personnages politiques qui ont accès aux médias.

## Expérience
Dans une expérience menée par Zajonc, des sujets sont exposés à des mots de sept lettres sans signification (« iktitaf », « kadirga », etc.), qu'on leur dit être d'origine turque. La fréquence d'exposition varie de 0 à 25 fois. Ensuite, on demande aux sujets si, selon eux, le mot désigne quelque chose de négatif, neutre ou positif. Les résultats montrent que les mots ayant été exposés un plus grand nombre de fois sont jugés de façon plus positive que ceux ayant été exposés moins souvent. Ces résultats ont été reproduits de nombreuses fois avec des stimuli variés, y compris avec des stimuli qui étaient présentés avec une durée trop faible pour être perçus consciemment (de 1 à 5 millisecondes). L'effet de simple exposition est même plus fort lorsque le stimulus n'est pas reconnu que lorsqu'il l'est, ce qui tendrait à prouver que les messages subliminaux ont un effet.

## Fluence perceptive
L’effet de simple exposition postule que l’exposition répétée d’un stimulus augmente la fluence perceptive, qui est la facilité avec laquelle sont perçus et traités les stimuli. Elle indique une familiarité aux items ainsi répétés. La fluence perceptive, à son tour, augmente positivement les sentiments aux stimuli. Des études ont montré qu'une exposition répétée augmente la fluence perceptive, confirmant ainsi un effet positif sur la mémoire autobiographique et l'apprentissage perceptuel.